# Museu Nacional de Belles Arts (Xile)
El Museu Nacional de Belles Arts és un dels principals centres de difusió d'arts visuals tant en Xile com en els altres països de la regió. Se situa en el sector del Parc Forestal, en la comuna de Santiago.

## Història
El museu va ser creat el 18 de setembre de 1880, sota el nom de Museu Nacional de Pintures, i és el més antic de Sud-amèrica, gràcies a la gestió de la "Unió Artística". El decret que va establir la creació d'aquest museu es va signar el 31 de juliol de 1880.
El primer director del Museu va ser el pintor Juan Mochi,entre 1880 i 1887. Després, entre 1887 i 1897, el museu va ser dirigit per una Comissió Directiva, composta per Luis Dávila Larraín, Vicente Grez, Onofre Jarpa, Juan de Dios Vargas, Marcial González, Eusebio Lillo, Juan Antonio González, Manuel Rengifo, Marcos Maturana, Arturo Edwards, Pedro Lira, i Fanor Velasco.
L'edifici actual, el Palau de Belles Arts, data de 1910 quan per mitjà de la seua inauguració es va commemorar el primer centenari de la Independència de Xile. Fou dissenyat per l'arquitecte xilè-francès Emile Jecquier i emplaçat en el Parc Forestal de la comuna de Santiago de Xile. A la seua esquena se situa actualment el Museu d'Art Contemporani de la Universitat de Xile, en el lloc on se situava l'antiga Escola de Belles Arts.
En 1974, després de signar un acord amb l'Organització d'Estats Americans i la UNESCO, el Museu Nacional de Belles Arts habilita un laboratori de restauració de conservació d'obres d'art. Eixe mateix any són habilitades les oficines administratives en el subterrani de l'edifici.
El 30 de desembre de 1976, el Museu Nacional de Belles Arts és declarat Monument Nacional. Després, en 1977, s'obri al públic la biblioteca especialitzada que posseeix el museu. Aquesta biblioteca es va iniciar durant l'administració de Julio Ortiz de Zárate (1939-1946), amb l'intercanvi de publicacions realitzat amb altres museus del món.
En 1985, a causa del terratrèmol que va afectar la zona central del país, el Museu Nacional de Belles Arts va patir greus danys en la seua infraestructura. Per a poder iniciar els treballs de remodelació, es va crear la Fundació de Belles Arts, una institució de caràcter privat que cercava reunir fons entre privats per a iniciar els treballs de reconstrucció del museu.
En 1988, el Museu Nacional de Belles Arts és reobert, rebent importants exposicions com la de Leonardo da Vinci. En els anys següents, sobretot des de 1990, l'afluència de públic ha augmentat considerablement al museu. Sota la segona administració de Nemesio Antúnez, que va durar fins a la seua mort en 1993, el museu va començar a augmentar el nombre d'exposicions, el que es va traduir en un major flux de públic i l'augment de categoria del recinte.